# یواس‌اس ساراتوگا (۱۸۱۴)
یواس‌اس ساراتوگا (۱۸۱۴) (به انگلیسی: USS Saratoga (1814)) یک کشتی بود که طول آن ۱۴۳ فوت (۴۴ متر) بود. این کشتی در سال ۱۸۱۴ ساخته شد.